# Слободской сельсовет (Любимский район)
Слободской сельсовет — упразднённая административно-территориальная единица в Любимском районе Ярославской области России. Существовал в 1924—1954 годах и вошёл в Пигалевский сельсовет. Административный центр деревня  Слобода.

## История
Слободской сельский Совет действовал с 1924 года.
В соответствии с Указом Президиума Верховного Совета РСФСР от июня 1954 года Слободской сельсовет и Пигалевский сельсовет объединились в один Пигалевский.

## Название
- Слободской сельский Совет крестьянских депутатов и его исполнительный комитет д. Слобода Любимской волости Даниловского уезда (1923—1929 годы) Любимского района Ивановской промышленной области (1929—1936 годы)	01.01.1924 — 31.12.1936
- Слободской сельский Совет депутатов трудящихся и его исполнительный комитет д. Слобода Любимского района Ярославской области	31.12.1936 — 01.01.1954[2]